# ميغانيكو

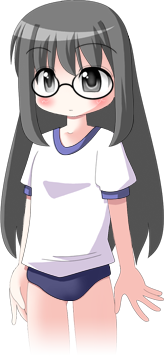
ميجانيكّو

ميغانيكّو (باليابانية: メガネっ娘 وتترجم حرفياً «فتاة ذات نظارات») أو ميغانيك جوسي (باليابانية メガネ女子) والتي تعني نفس الكلمة ويشير مصطلح ميغانيكو الياباني في الأنمي والمانغا للشخصيات الأنثوية التي ترتدي النظارات وعلى وجه التحديد عندما تعتبر أكثر سماتها جاذبية. غالبًا ما تمتاز هذه الشخصية بالكاريزما والسلطوية وتحترم السُلطة وتتبع القوانين. وهذا عادة ما يضمن لها احترام الطلاب الجيدين أو ازدراء الطلاب السيئين. وهناك الكثير من الصور النمطية حول هذا المصطلح مقارنة بممثلي الفصل في المانغا التي تتحدث عن المراهقين ونادرًا ما يستخدم المصطلح ميغاني كُن (باليابانية: メガネ君) أو ميغاني دانشي (باليابانية: メガネ男子) للإشارة إلى الشخصيات الذكورية التي ترتدي نظارات. ومع ذلك، هناك استثناء واحد هو مصطلح أوتاميغاني (باليابانية オ タ メ ガ ネ والتي تعني حرفياً «الأوتاكو الذي يرتدي النظارات») ويمكن أن تُختصر إلي أوتاميغا (باليابانية: オ タ メ ガ)

## أشهر الميغانيكو في الأنمي
- ميّوكي تاكارا (باليابانية : 高良 みゆき تُنطق باليابانية : تاكالا ميّوكي؟) من أنمي Lucky☆Star
- نودوكا مانابي (باليابانية : 真鍋 和 تُنطق باليابانية : مانابي نودوكا؟) من أنمي K-ON!
- تسوباسا هانيكاوا (باليابانية : 羽川 翼 تُنطق باليابانية : هانيكاوا تسوباسا؟) من أنمي باكي مونوغاتاري
- بيرّيني - أتش كلوستيرمانّ (باليابانية : ペリーヌ・クロステルマン تُنطق باليابانية : بيليِنو كُروسُتيلومان؟) من أنمي ساحرات الهجوم
- كيما كاتسوراغي (باليابانية : 桂木 桂馬 تُنطق باليابانية : كاتسولاجي كيما؟) من أنمي العالم الذي يدركه الإله وحده
- سايا تاكاجي (باليابانية : 高城沙耶 تُنطق باليابانية : تاكاجي سايا؟) من أنمي Highschool of the Dead
- ميراي كورياما (باليابانية : 栗山 未来 يُنطق باليابانية : كولياما ميلاي؟) من أنمي ما وراء الحدود
- ارالي نوريماكي (باليابانية: 則巻アラレ وينطق باليابانية: نوليماكي ألاري) أو رنا (بالدبلجة العربية) من انمي مغامرات رنا